# Aeolidiella alderi
Aeolidiella alderi är en snäckart. Aeolidiella alderi ingår i släktet Aeolidiella och familjen snigelkottar. Inga underarter finns listade i Catalogue of Life.